# Roja (serial televisivo)
Roja (ரோஜா) è un serial televisivo indiano in lingua tamil trasmesso su Sun TV dal 9 aprile 2018.

## Personaggi

### Personaggi principali
- Arjun Prathap, interpretato da Sibbu Suren
- Roja Arjun Prathap, interpretato da Priyanka Nalkari
- Kalpana Prathap, interpretato da Gayathri Shastry
- Annapoorani, interpretato da  Vadivukkarasi
- Sumathi, interpretato da Sumathi Sri
- Yashodha Balachandran, interpretato da Ramya Shankar
- Balachandran, interpretato da Dev Anand Sharma
- "Tiger" Manickam Rajesh, interpretato da[4]
- Shanthamurthy, interpretato da K. Natraj
- Shamili Sukumar, interpretato da Priya
- Prathap "Eeramana Rojave" Shiva